# Pedicularis smithiana
Pedicularis smithiana är en snyltrotsväxtart som beskrevs av Gustave Henri Bonati.
Pedicularis smithiana ingår i släktet spiror och familjen snyltrotsväxter. Inga underarter finns listade i Catalogue of Life.